# Światowy Tydzień Działań na rzecz Edukacji
Światowy Tydzień Działań na rzecz Edukacji, właśc. Światowy Tydzień Działań (ang. Global Action Week) – coroczna kampania edukacyjna organizowana przez stowarzyszenie ang. Global Campaign for Education (Światowa Kampania na rzecz Edukacji, GCE) założone w 1999, będące współorganizatorem (obok UNESCO) i uczestnikiem obrad Światowego Forum Edukacyjnego w Dakarze w 2000 roku.
Celem kampanii jest podniesienie świadomości społeczeństw na temat znaczenia edukacji dla wszystkich i niwelowanie różnic w dostępie ludzi, zwłaszcza młodych, do wykształcenia. 
Obchody odbywają się przy wsparciu wyspecjalizowanej organizacji ONZ UNESCO w ramach programu Edukacja dla Wszystkich (ang. Education for All, EFA). 
UNESCO aktywnie wspiera kampanię organizując działalność w swojej siedzibie i biurach terenowych, mobilizując sieci oraz ministrów edukacji a także wszystkich partnerów EFA  do uczestnictwa w obchodach.
W obchodach bierze również aktywny udział Związek Nauczycielstwa Polskiego.